# دیهینتالاوا
دیهینتالاوا (به لاتین: Dihintalawa) یک منطقهٔ مسکونی در سری‌لانکا است که در استان مرکزی (سری‌لانکا) واقع شده‌است.